# Brachista fidiae
Brachista fidiae är en stekelart som först beskrevs av William Harris Ashmead 1895.  Brachista fidiae ingår i släktet Brachista och familjen hårstrimsteklar. Inga underarter finns listade.